# Internalism och externalism
Internalism och externalism är standardbegrepp inom filosofisk diskurs som blivit centrala inom flera viktiga diskussioner. Distinktionen återfinns i diverse områden och har snarlika, men inte identiska, betydelser.
Internalism syftar inom moralfilosofin på teorin som innebär att värden per definition är sammankopplade med motivation. Man menar att det finns en intern förbindelse mellan övertygelsen "x är gott" och motivationen att handla i enlighet med x. Man förkastar alltså möjligheten att en person å ena sidan värderar en handling och är fullt kapabel att utföra den och å andra sidan inte bryr sig om att utföra den (även om det är möjligt att personen i slutändan inte handlar i enlighet med den). Externalism syftar inom moralfilosofin på teorin som innebär att det inte finns någon nödvändig koppling mellan värde[förklaring behövs] och motivation. Det att man handlar i enlighet med ett värde kan exempelvis snarare bero på att man uppfostrats till att göra det som anses vara värdefullt.
Inom kunskapsteorin har begreppsparet två olika betydelser vardera. Internalism vad gäller rättfärdigande av kunskap innebär att alla faktorer som krävs för att en trosuppfattning ska vara rättfärdigad måste vara kognitivt åtkomliga för subjektet, det vill säga interna. Externalism vad gäller rättfärdigande av kunskap innebär att åtminstone vissa av de faktorer som utgör rättfärdigandet av kunskapen är externa i förhållande till personens medvetande. Internalism vad gäller kunskap innebär att en rättfärdigad och sann trosföreställning räknas som kunskap endast om personen vet eller har en rättfärdigad tro att hennes trosföreställning är rättfärdigad. Även externalism vad gäller kunskap hävdar att en trosföreställning måste vara rättfärdigad för att utgöra kunskap, men skiljer sig från internalism på så sätt att subjektet inte behöver veta eller ha rättfärdigad tro om att den är rättfärdigad. Det går inte att inta båda ståndpunkterna internalism och externalism vad gäller rättfärdigande ensamt, eller vad gäller kunskap ensamt. Däremot är det inte direkt motsägelsefullt att försvara internalism vad gäller rättfärdigande och externalism vad gäller kunskap. Den vanligaste formen av externalism (i båda varianter) är reliabilism.
Internalism och externalism figurerar även som begrepp inom bland annat medvetandefilosofin och semantiken.